# Água Criola
Água Criola est un village de Sao Tomé-et-Principe situé au nord-est de l'île de São Tomé, dans le district de Mé-Zóchi.

## Population
Lors du recensement de 2012, 203 habitants y ont été dénombrés.